# Kapfenberg
Kapfenberg est une ville de l'est de l’Autriche. Elle est située en Styrie, dans le district de Bruck-Mürzzuschlag, entre Kindberg et Bruck an der Mur, sur la Mürz.
C'est la 3e ville la plus peuplée de la Styrie avec ses 21 503 habitants en 2014.

## Géographie
Kapfenberg est environ à 43 kilomètres au nord de la capitale styrienne (Graz) et à environ 117 kilomètres au sud-ouest de la capitale autrichienne (Vienne), à vol d'oiseau.

La ville est située dans la partie sud des Mürztals entre le chaud et les Alpes de Fischbacher. Le Thörltal et le Lamingtal dans le flux du District de Mürzzuschlag dans la zone de Kapfenberg. Plus haut point de Floning 1 583 m d'altitude, le point le plus bas avec 483 m d'altitude est à la Mürz sur la frontière municipale à Bruck an der Mur, qui coule environ 1,2 km en aval dans la rivière Mur.

## Histoire
Les premières traces de Kapfenberg sont la période néolithique avec des vestiges d'établissements urbains en Rettenwandhohle en quelle pierre, outils de bronze, des céramiques et des outils ont été trouvés. Entre les années 5000 et 3000 av. J.-C. est le Rettenwandhohle. Environ en l'an 1000 avant notre ère formé la première colonisation et se produisent des fouilles par les Illyriens, les Romains et les Celtes.

Au Ier siècle, une pièce de monnaie romaine apporte le témoignage que Kapfenberg était peut-être un entrepôt romain. En l'an 890 des immigrants bavarois enterraient leurs morts dans le District de Diemlach, un endroit qui a été trouvé en 1929 étant en mesure d'être des bijoux et des squelettes récupérés. En 1096, est mentionné pour la première fois à l'église St Martin dans les documents.

En 1144, le château de « Chaffenberg » est mentionné comme la construction de la famille de Stubenberg dans un document et en 1256 Kapfenberg est connue comme un marché ("en" chapffinberg Forum'), qui doit se régler en 1328 par environ vingt familles.

Pour 1526 se voit accorder le pouvoir aux citoyens élisent leurs juges et les juges locaux. Et en 1636 l'empereur Fernando II, empereur romain germanique pour les armoiries de Bourg. En 1769, elle a été peuplée par 71 citoyens, en 1814, il y avait un grand feu qui a détruit 6197 maisons au lieu de total.

## Économie
En 1894, Albert Böhler rachète avec ses trois frères l'aciérie de Kapfenberg, qui est devenu depuis l'entreprise Böhler-Uddeholm.

## Transport
Le « Mürztaler Verkehrs-Gesellschaft mbH "(MVG) reste connectée à la ville, Bruck an der Mur et Leoben avec un réseau d'autobus et font partie de l'Association du Transport styrienne. Le 20 octobre 1944 au 15 février 2002 investissements ont été faits dans la ville et le Oberleitungsbus Kapfenberg, a été remplacé pour des raisons de coût d'exploitation par autobus ordinaires. En outre, le transporteur régional domestique de la ville liée à Mariazell est opérationnel.

En ce qui concerne le « Sudbahnstrecke » du chemin de fer de Kapfenberg, s'arrête à la station locale qui travaille régulièrement Railjet/EC-Züge en direction de Vienne/Graz. L'Université a un arrêt qui a servi uniquement des trains régionaux. 